# Eduard Milén

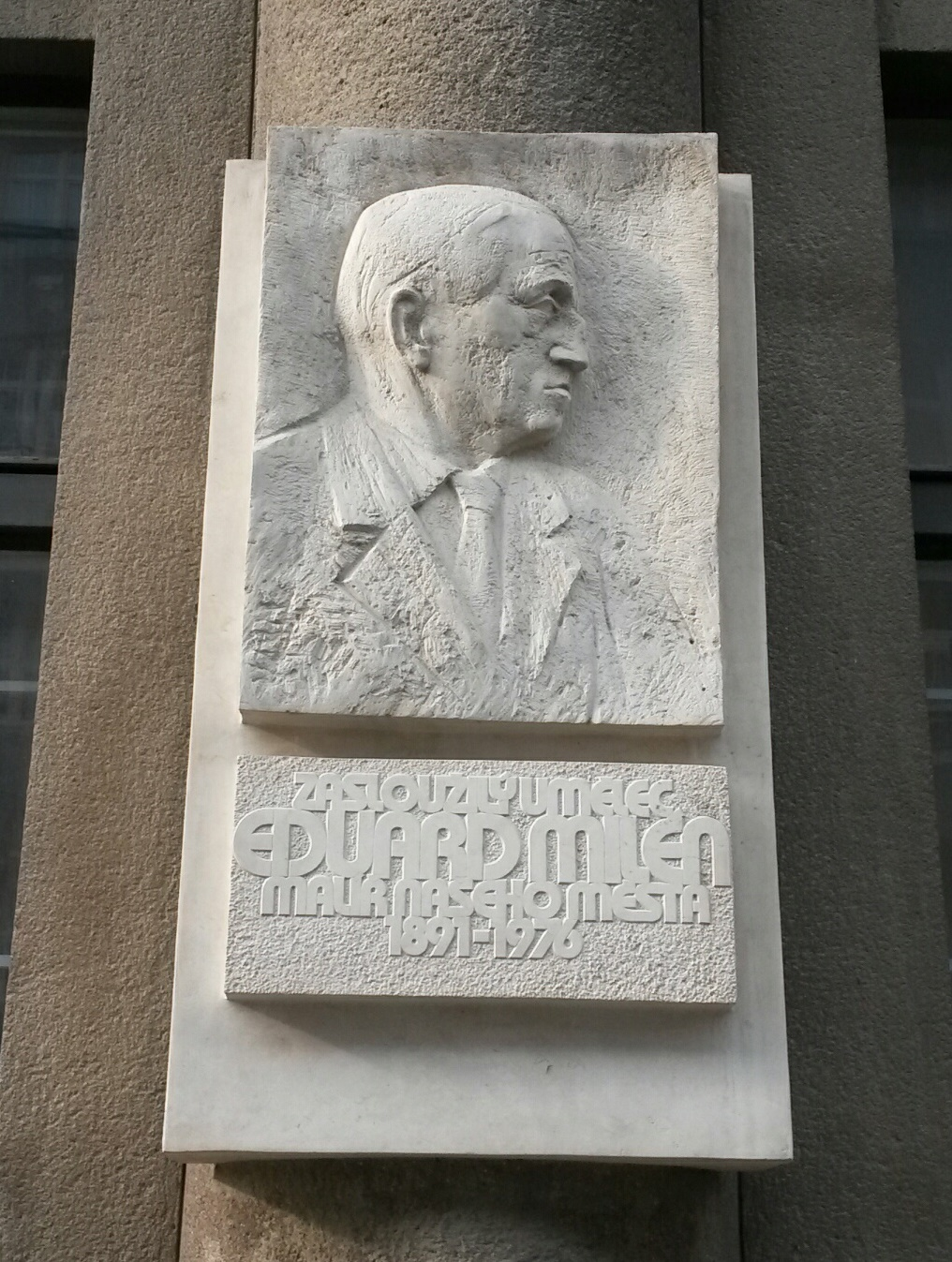
Pamětní deska E. Miléna na domě Nerudova 7 v Brně, kde malíř bydlel

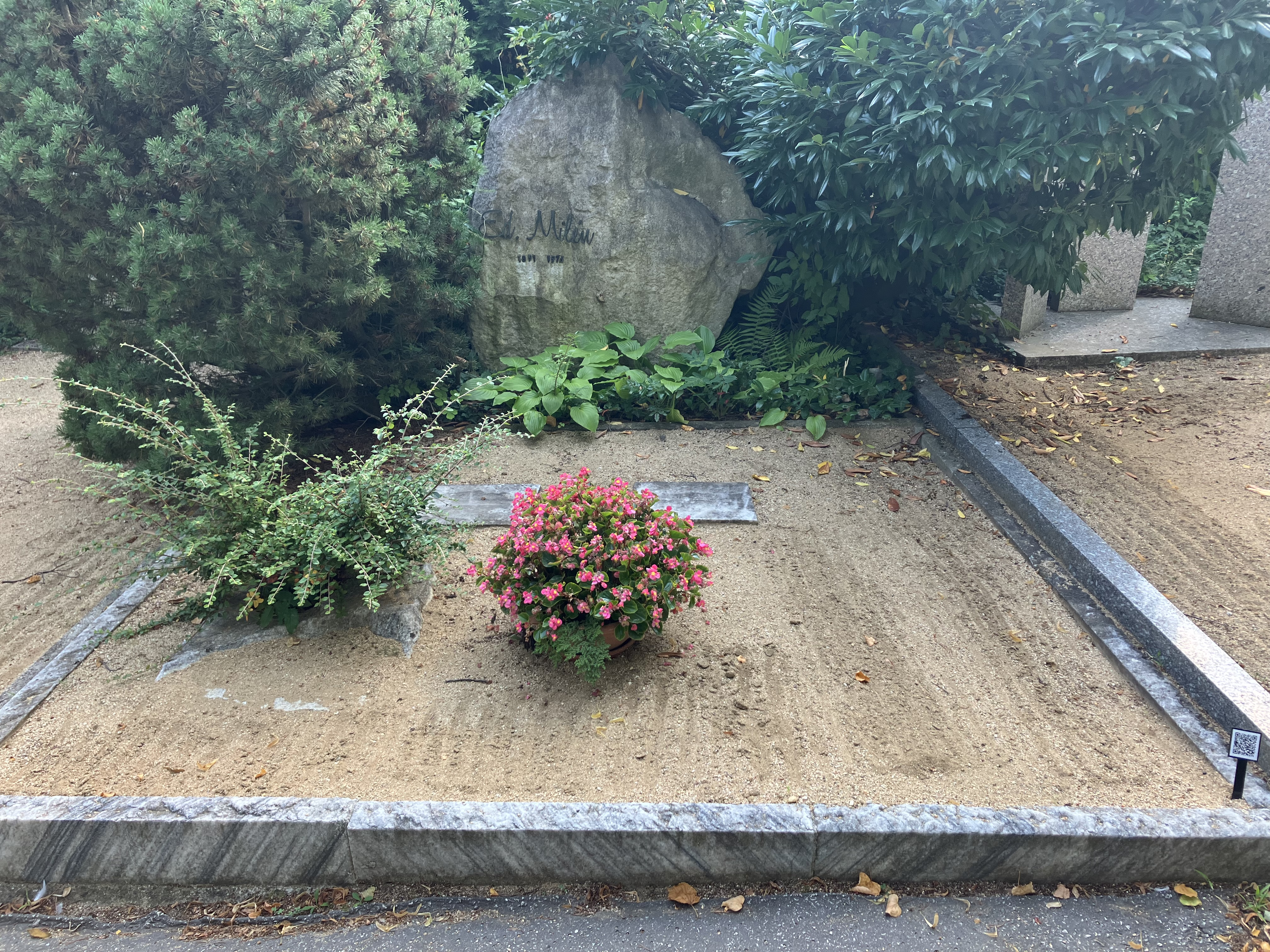
Hrob Eduarda Miléna

Eduard Milén, původním jménem Eduard Müller (18. března 1891 Frýdštejn – 19. května 1976 Brno), byl český malíř, grafik, ilustrátor, scénograf a designér.

## Život
Mezi lety 1908 a 1912 byl posluchačem Vysoké školy uměleckoprůmyslové v Praze, po první světové válce pokračoval na Akademii výtvarných umění.
Mezi světovými válkami působil jako výtvarný redaktor Lidových novin. V brněnské redakci navázal blízké vztahy s Mahenem, Těsnohlídkem, Janáčkem a dalšími významnými kulturními postavami, přes které se dostal k divadlu. Nejznámější Milénovo scénografické dílo byla výprava a kostýmy pro původní premiéru Janáčkových Příhod lišky Bystroušky.
Od roku 1917 soustavně zachycoval podobu Brna v kresbách, grafických listech a litografiích. V roce 1961 vyšel jejich výběr knižně pod názvem Brno.
Je pohřben na Ústředním hřbitově v Brně, Čestný kruh, sk. 25e/hr. 50.

## Ocenění
- Titul Zasloužilý umělec
- 2 x Vyznamenání Za vynikající práci  (1956, 1961)
- Krajská cena Antonína Procházky (1957) za soubor akvarelů z brněnského kraje